# Veneto Orientale
Il Veneto Orientale (o Venezia Orientale) è un'area geografica, posta a nord-est della città metropolitana di Venezia, comprendente i territori degli ex mandamenti di Portogruaro e di San Donà di Piave (Basso Piave), suddivisa in venti comuni, i cui maggiori centri sono le città di San Donà di Piave, Portogruaro e Jesolo.
L'area ha più volte espresso la volontà di costituirsi in nuova provincia, poiché condivide strutture economiche, culturali e sociali molto affini, molto differenti dal resto della provincia e più vicine ai luoghi circostanti quali il trevigiano, e la Bassa Friulana che geograficamente arriverebbe fino alla Livenza, comprendendo il portogruarese. Questa differenza troverebbe la sua quadratura anche dal punto di vista storico: difatti, il Sandonatese apparteneva storicamente alla Marca Trevigiana e il Portogruarese al Friuli (eccezion fatta per Caorle, storicamente legate a Venezia ma parte integrante del Friuli geografico). A tale scopo, il 23 maggio 2006 è stata presentata alla Camera dei deputati una proposta di legge per l'istituzione della provincia; tuttavia, l'iter istitutivo è stato bloccato dal nuovo orientamento politico nazionale volto alla riduzione degli enti provinciali.
L'unica struttura decisionale autonoma che è stata effettivamente implementata nel territorio è la Conferenza dei Sindaci del Veneto Orientale, ente preposto alla gestione di fondi regionali e alla programmazione complessiva delle linee di sviluppo per il territorio.
Ulteriori iniziative per la ricerca di nuove forme di governo del territorio sono il GAL "Venezia Orientale", il Patto Territoriale per la Venezia Territoriale e l'Intesa Programmatica d'Area.

## Storia

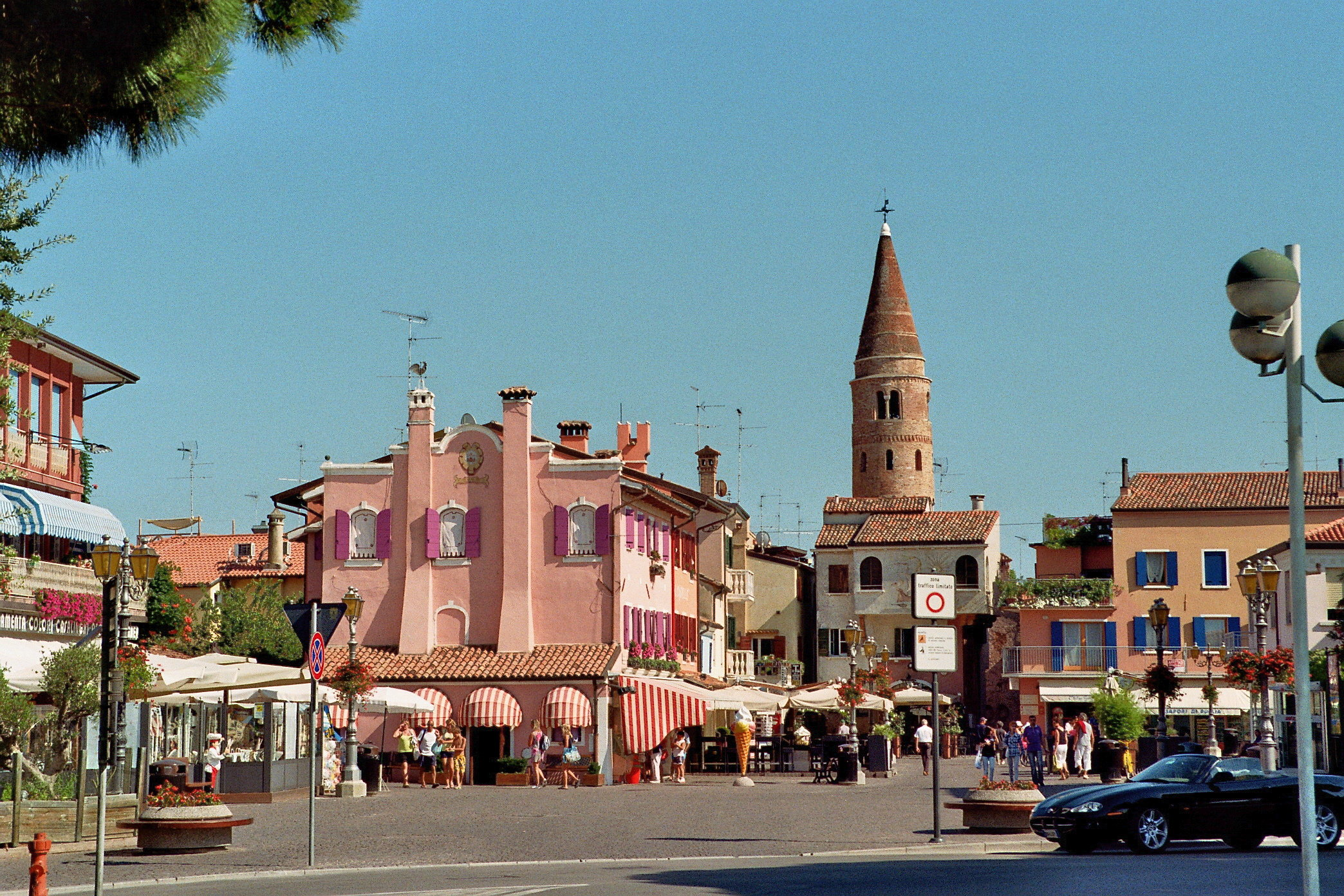
Il centro storico di Caorle

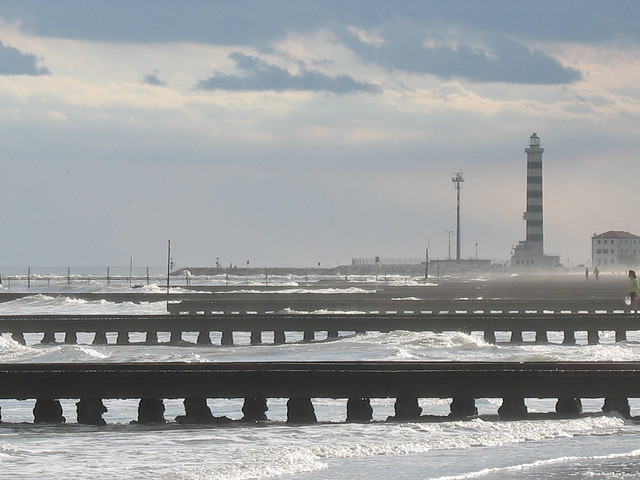
Il Faro di Piave Vecchia di Cavallino-Treporti

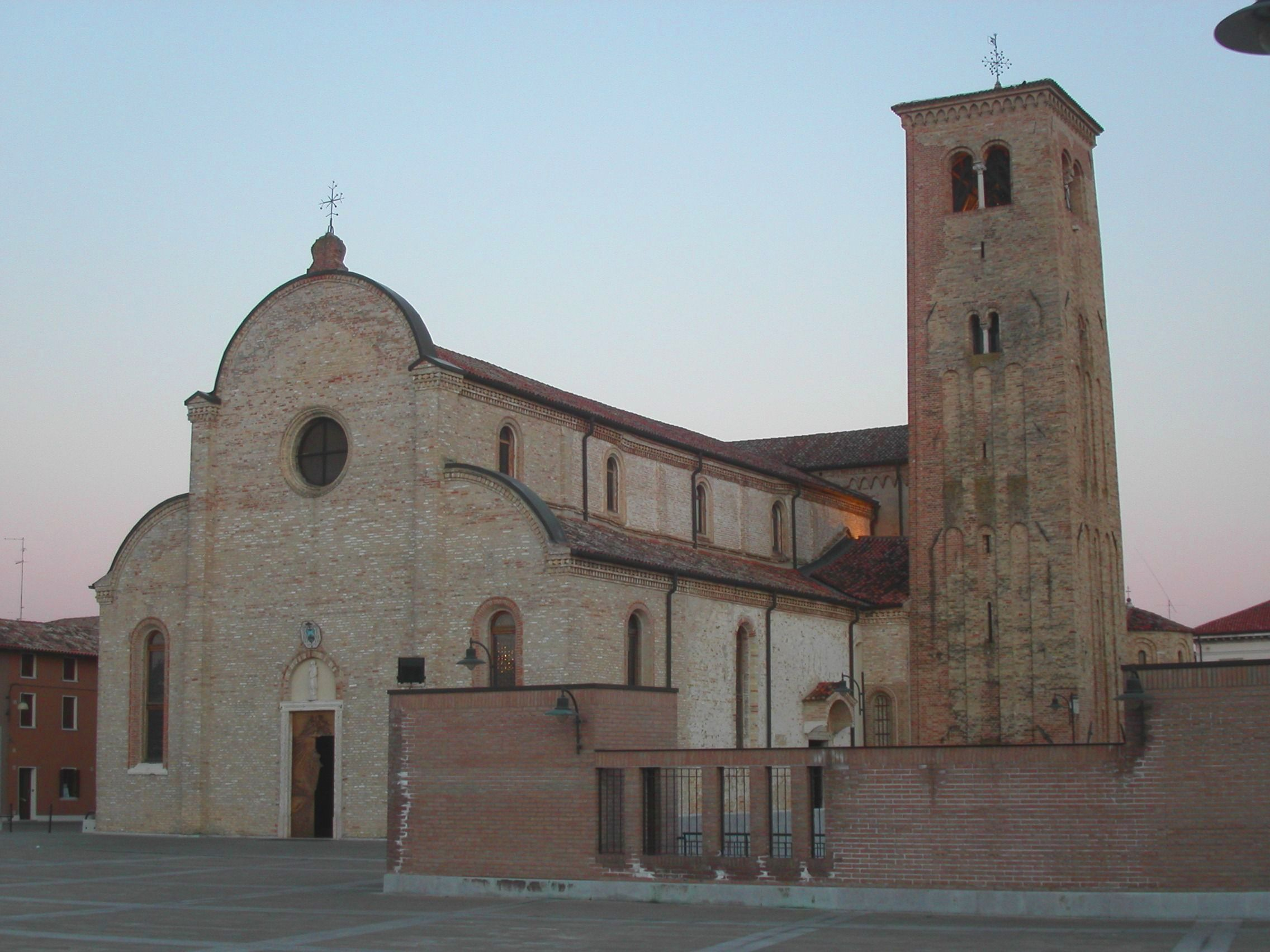
La cattedrale di Concordia Sagittaria

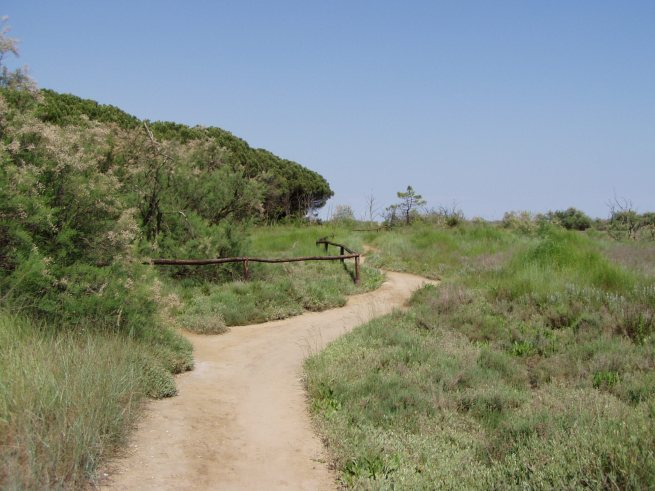
La pineta di Eraclea

Storicamente il mandamento sandonatese è sempre stato sotto la giurisdizione trevigiana, mentre quello portogruarese è appartenuto, fino al 1838, alla regione storica del Friuli; tuttavia, i comuni costieri hanno sempre direttamente fatto riferimento a Venezia. L'intera area in seguito è passata sotto la giurisdizione della provincia di Venezia e poi della città metropolitana di Venezia. Ciononostante, soprattutto in alcuni comuni di confine, è ancora forte il legame con la Bassa friulana, motivo per cui sono sorti vari movimenti autonomisti o per l'aggregazione al Friuli senza però portare a concreti risultati. Il legame col Friuli perdura nella suddivisione ecclesiastica, poiché la parte più a est del Veneto Orientale è parte integrante della diocesi di Concordia-Pordenone.

## Comuni principali
Di seguito sono riportati i primi dieci comuni del Veneto Orientale per popolazione residente al 28 febbraio 2021.
| Pos. | Stemma | Comune di                  | Popolazione (ab.) | Superficie (km²) | Densità (ab./km²) | Altitudine (m s.l.m.) |
| ---- | ------ | -------------------------- | ----------------- | ---------------- | ----------------- | --------------------- |
| 1º   |        | San Donà di Piave          | 42 102            | 78,73            | 534,76            | 3                     |
| 2º   |        | Jesolo                     | 26 021            | 102,22           | 254,56            | 5                     |
| 3º   |        | Portogruaro                | 24 444            | 95,25            | 256,63            | 2                     |
| 4º   |        | Cavallino-Treporti         | 13 431            | 44,87            | 299,33            | 1                     |
| 5º   |        | San Stino di Livenza       | 12 797            | 68,09            | 187,94            | 6                     |
| 6º   |        | Eraclea                    | 12 143            | 95,02            | 127,79            | 2                     |
| 7º   |        | San Michele al Tagliamento | 11 711            | 112,3            | 104,28            | 7                     |
| 8º   |        | Caorle                     | 11 343            | 151,45           | 74,90             | 1                     |
| 9º   |        | Musile di Piave            | 11 276            | 44,82            | 251,58            | 2                     |
| 10º  |        | Concordia Sagittaria       | 10 232            | 68,38            | 149,63            | 4                     |

## Galleria d'immagini

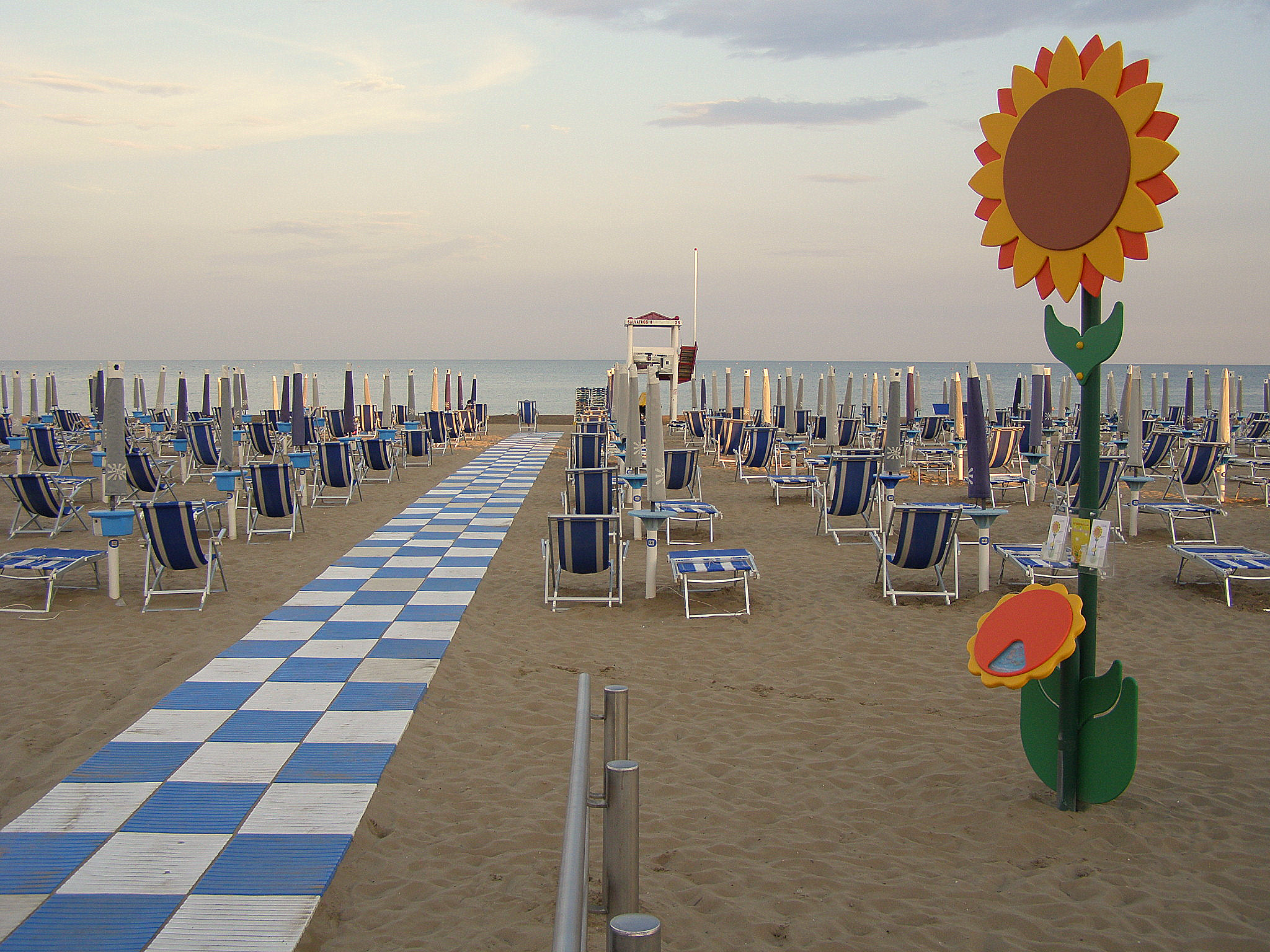
La spiaggia di Jesolo.
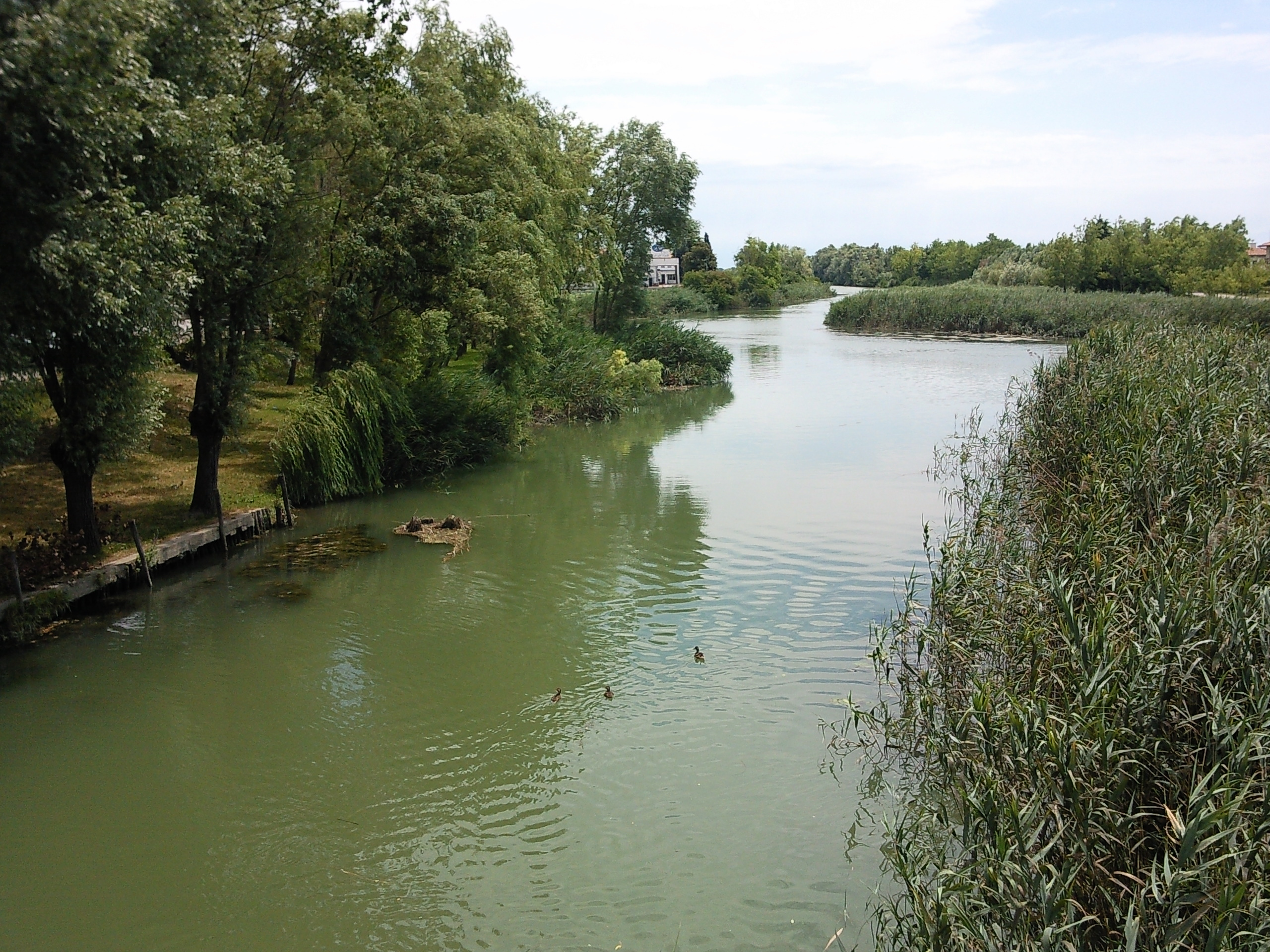
Il fiume Sile a Musile di Piave.
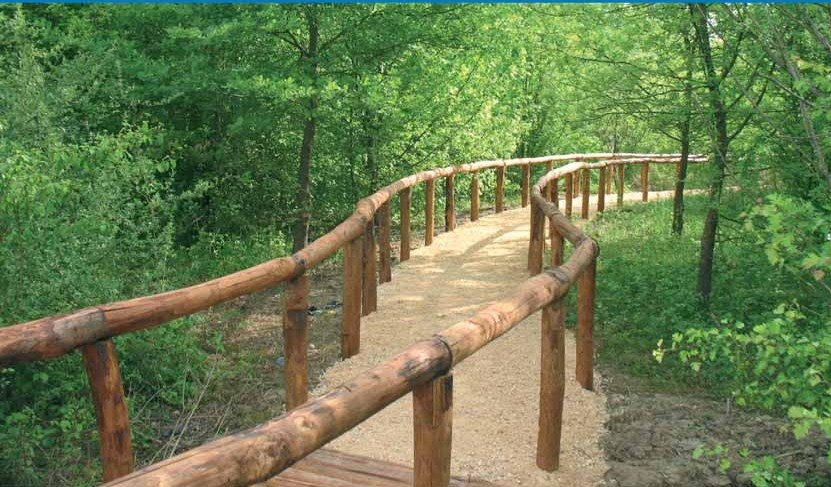
Il Bosco del Bandiziol a San Stino di Livenza.